# Strabag Property and Facility Services
Die Strabag Property and Facility Services GmbH (STRABAG PFS) ist ein deutsches Immobiliendienstleistungsunternehmen mit Sitz in Frankfurt am Main und Teil der Strabag PFS Unternehmensgruppe des Strabag-Konzerns (Segment International + Sondersparten).
Rund 13.000 Beschäftigte der Unternehmensgruppe erwirtschafteten 2023 eine Leistung von 809 Millionen Euro.
Die angebotenen Dienstleistungen umfassen Technisches Facility Management (hier insbesondere Gesicherte Energieversorgung und Höchstverfügbarkeit), Infrastrukturelles Facility Management, Gebäudetechnik, Property Management und Industrieservices. Strabag PFS bewirtschaftet verschiedene Immobilien- und Objekttypen, dazu gehören vor allem Büros, Industrie- und Werkstandorte, Handel, Technikgebäude und Rechenzentren sowie Wohnimmobilien. Zum Leistungsangebot gehört auch die Serviceline eco2solutions, die Maßnahmen zur Reduktion von CO2-Emissionen umfasst.
Die Unternehmensgruppe ist in ganz Deutschland, Luxemburg, Österreich, Polen, der Slowakei und Tschechien tätig.

## Geschichte
Die Strabag Property and Facility Services GmbH entstand aus der Liegenschafts- und Bauverwaltung der ehemaligen Deutschen Bundespost (später Telekom). Das heutige Unternehmen wurde im Januar 1996 als DeTeImmobilien (Deutsche Telekom Immobilien und Service GmbH) als Liegenschafts- und Bauverwaltung der Telekom AG gegründet.
Seit dem 1. Oktober 2008 ist die Strabag Property and Facility Services GmbH eine 100%ige Tochtergesellschaft der Strabag SE. Die Geschäftsführung besteht aus Marion Henschel (Vorsitzende), Marko Bohm, Dirk Brandt, Andrea Jager und Mike Kirschnereit.
Im Oktober 2014 wurde die DIW Instandhaltung Ltd. & Co. KG (Stuttgart), ein Unternehmen der Voith GmbH, von Strabag PFS übernommen und 2021 in Strabag Building and Industrial Services umfirmiert. Zum 6. September 2023 wurde die Strabag Building and Industrial Services GmbH auf ihre Muttergesellschaft Strabag Property and Facility Services GmbH (Strabag PFS) verschmolzen.
Im Dezember 2022 kaufte die Strabag das Lübecker Unternehmen Bockholdt mit 3600 Beschäftigten an 13 Standorten. Ebenfalls im Dezember 2022 wurde die Adomus Facility-Management GmbH mit Sitz in Frankfurt erworben, die an den Standorten Hamburg, München, Hannover, Köln, Frankfurt und Düsseldorf das gesamte Spektrum an FM-Dienstleistungen erbringt.
Im ersten Quartal 2024 erwarb Strabag PFS die Triburuzek-Gruppe mit Sitz in Wien, die Climtech GmbH mit Sitz in Berlin, sowie Anfang Mai die luxemburgische Elco-Unternehmensgruppe.